# ان‌جی‌سی ۶۷۸۲
ان‌جی‌سی ۶۷۸۲ یک کهکشان مارپیچی در صورت فلکی طاووس است.